# راؤول ريوس جامبوا
راؤول ريوس جامبوا (بالإسبانية: Raúl Ríos Gamboa)‏ هو سياسي مكسيكي، ولد في 23 مايو 1973 في ميتشواكان في المكسيك. حزبياً، نشط في حزب الثورة الديمقراطية. وقد انتخب عضو مجلس النواب المكسيك.